# Cornel Gheorghe
Cornel Gheorghe (n. 21 martie 1971, Galați, România) este un fost patinator și antrenor român de patinaj artistic. A concurat la Jocurile Olimpice de iarnă din 1994, unde s-a clasat pe locul 14, și la Jocurile Olimpice de iarnă din 1998, unde s-a clasat pe locul 21.
S-a retras din activitatea competițională în 2000 și s-a orientat către antrenorat. I-a antrenat printre alții pe Adrian Matei⁠(d) și Zsolt Kosz⁠(d). De asemenea, este specialist tehnic din partea României pentru Uniunea Internațională de Patinaj.
În 2022, Cornel Gheorghe a făcut parte din juriul emisiunii-concurs Dancing on Ice - Vis în doi, difuzată de postul TV Antena 1.